# Чижов, Алексей Ярославович
Алексей Ярославович Чижов (род. 23 сентября 1942, Аксёново, Башкирская АССР) — заслуженный деятель науки РФ, доктор медицинских наук, действительный член Российской экологической академии и Международной академии наук экологии и безопасности жизнедеятельности, профессор кафедры судебной экологии с курсом экологии человека Экологического факультета Российского университета дружбы народов. Генеральный директор Медико-экологического центра «Горный воздух XXI век». Вице-президент Международной академии проблем гипоксии. Член германского общества натуропатов.
Является разработчиком технологии метода гипоксической стимуляции неспецифической резистентности организма, известной на практике как метод «Горный воздух» (авт. свид. № 950406,1981 СССР; № 1264949, 1985, СССР; № 1628269, 1990, СССР).

## Образование
Окончил с отличием в 1967 году Свердловский государственный медицинский институт.
В 1983 успешно защитил докторскую диссертацию на тему «Механизмы противолучевого действия гипоксической гипоксии и экспериментально-клиническое обоснование её использования для ослабления лучевого поражения при общем и локальном облучении организма».

## Трудовой путь
Основные места работы:
1960—1973 Городская клиническая больница № 1 г. Свердловска — санитар, мед. брат, врач анестезиолог-реаниматолог, заведующий отделением анестезиологии и реанимации.
1973—1980 Больница № 1 4-го Главного управления МЗ СССР, г. Москва — врач операционно-анестезиологического отделения.
1980—1986 ВНИЦ по охране здоровья матери и ребёнка МЗ СССР (Москва) — старший научный сотрудник научно-консультативного отдела.
1986—1988 Центральный Ордена Ленина институт усовершенствования врачей МЗ СССР — старший научный сотрудник лаборатории клинических проблем гипоксии.
1988—1993 Центр профилактической гипоксии МЗ СССР — зав. Отделом клинических проблем гипоксии с группой внедрения.
1993 по настоящее время — профессор экологического факультета РУДН (кафедра экологического мониторинга и прогнозирования, с 2016 — кафера судебной экологии с курсом экологии человека).

## Научные работы
Автор более 450 научных работ и 17 монографий. Имеет 13 авторских свидетельств и патентов, 7 из которых нашли широкое практическое применение в различных областях медицины и экологии. Является одним из пионеров научной школы по проблемам адаптационной медицины.

### Монографии
1. Нормобарическая гипоксия в лечении, профилактике и реабилитации (монография). Нормобарическая гипоксия в лечении, профилактике и реабилитации М., «Медицина» 1988, с.352, Монография
2. Противолучевая защита животных и человека (монография) Монография М., изд. Академии проблем гипоксии, 1994., 87с.
3. Нормобарическая гипокситерапия (метод «Горный воздух») (монография) Монография под ред. Н. А. Агаджаняна, изд-во РУДН, 1994. 95с.
4. Прерывистая нормобраическая гипокситерапия (монография) Доклады Академии проблем гипоксии РФ. Том 1. М.: ПАИМС. 1997 г.
5. Классификация гипоксических состояний (монография) М.: ММП «Экоцентр», издат. Фирма «КРУК», 1998. −24с.
6. Прерывистая нормобарическая гипкоситерапия (монография). Доклады Академии проблем гипоксии РФ. Том 3. Юбилейный. М.: ПАИМС, 1999 г. 300 с.
7. Прерывистая нормобарическая гипоксия: в профилактике, лечении и реабилитации (монография). «Уральский рабочий» г. Екатерин-бург, 2001 г. — 400с.
8. Классификация гипо-и гиперкапнических состояний (монография) Монография. — М., Изд-во: РУДН, 2001 г. — 31с.
9. Прерывистая нормобарическая гипоксия в профилактике и лечении гипертонической болезни (моногра-фия) Монография. — М., Изд-во: РУДН, 2002 г. — 178 c.
10. Реабилитация больных с острым нарушением мозгового кровообращения. Монография.- Воронеж, изд-во ВГУ, 2003 г. — 120 с.
11. Гипоксические, гипокапнические и гиперкапнические состояния. — М., «Медицина» 2003.- 96 с.
12. Механизмы и основы резонансной нормобарической гипокситерапии Коллективная монография. — М.; Воронеж: Изд-во «Истоки», 2004. — 590 с.
13. Эндоэкологические реакции адаптации при имплантации гемо- и биосовместимых материалов. Монография. — М.: Изд-во РУДН, 2006. — 221 с.: ил.
14. Современные проблемы экологической патологии человека. Монография. — М.: Изд-во РУДН, 2008. — 611 с.: ил
15. Диагностика, профилактика и лечение экологически обусловленной патологии. Монография. М.: Изд-во РУДН, 2008. — 263 с.: ил
16. Эколого-физиологические аспекты воздействия геофизических зон на респираторную систему человека. Монография. Астрахань: Изд-во «ЦНТЭП», 2008. — 104 с.
17. Воздействие геофизических зон с экологическим дискомфортом на сердечно-сосудистую систему человека. Монография. Астрахань: Изд-во «ЦНТЭП», 2008. — 102 с.
18. Психофизиологическая адаптация популяции человека к условиям мегаполиса. Монография. — М.: Изд-во РУДН, 2012. — 325 с.: ил.

www.famous-scientists.ru
www.rad.pfu.edu.ru/veduschie..
www.dr-chizhov.ru